# Gamma Scuti
Gamma Scuti (γ Sct) es una estrella en la constelación de Scutum.
Es la cuarta más brillante de la misma, después de α Scuti, β Scuti y ζ Scuti, siendo su magnitud aparente +4,69.
Gamma Scuti es una subgigante blanca de tipo espectral A1IV cuya temperatura superficial estimada es de 9400 K.
Es 113 veces más luminosa que el Sol y su radio es 4 veces más grande que el radio solar.
Gira sobre sí misma a gran velocidad —su velocidad de rotación es de al menos 223 km/s—, completando un giro en menos de un día.
Ello provoca la distorsión de la estrella, teniendo esta forma elipsoidal, así como la variación de la temperatura a lo largo de la superficie estelar —véase oscurecimiento gravitatorio—.
Su masa, estimada a partir de la teoría de estructura y evolución estelar, es de 2,7 - 2,8 masas solares.
Tiene una edad de 450 millones de años y acaba de finalizar, o está a punto de hacerlo, la fusión del hidrógeno de su núcleo.
Gamma Scuti encuentra a 319 ± 8 años luz del sistema solar.
Se acerca directamente a nosotros a una velocidad de 41 km/s, por lo que dentro de 2,1 millones de años pasará a sólo 14 años luz del Sistema Solar.
Entonces tendrá magnitud -2,1, siendo probablemente la estrella más brillante del firmamento nocturno.